# Messor aciculatus
Messor aciculatus is een mierensoort uit de onderfamilie van de Myrmicinae. De wetenschappelijke naam van de soort is voor het eerst geldig gepubliceerd in 1874 door Smith, F.. Deze mierensoort komt vooral voort in Oost-Azië.